# Nealcidion simillimum
Nealcidion simillimum är en skalbaggsart som först beskrevs av Julius Melzer 1932.  Nealcidion simillimum ingår i släktet Nealcidion och familjen långhorningar. Inga underarter finns listade i Catalogue of Life.